# ميلان لوكيتش
ميلان لوكيتش (بالسيريلية الصربية: Милан Лукић) (من مواليد 6 سبتمبر 1967) هو مجرم حرب من صرب البوسنة والهرسك قاد مجموعة العقبان البيضاء شبه العسكرية خلال حرب البوسنة والهرسك. وقد أدانته المحكمة الجنائية الدولية ليوغوسلافيا السابقة في يوليو 2009 بارتكاب جرائم ضد الإنسانية وانتهاكات لعادات الحرب في بلدية فيزيغراد في البوسنة والهرسك أثناء حرب البوسنة والهرسك وحكم عليه بالسجن المؤبد.
تشمل الجرائم التي أدين لوكيتش بارتكابها القتل والتعذيب والاعتداء والنهب وتدمير الممتلكات وقتل ما لا يقل عن 132 من الرجال والنساء والأطفال الذين تم التعرف عليهم. وقد أدانت المحكمة الجنائية الدولية ليوغوسلافيا السابقة ابن عم لوكيتش سريدوي لوكيتش وصديق العائلة المقرب ميتار فاسيلييفيتش وحُكم عليهما بالسجن 30 عام و15 عام على التوالي.
من بين الجرائم التي وقعت في فيزيغراد وحولها والتي تم تحميل المسؤولية عنها حريق شارع بيونيرسكا والوحدة التي كانت تحت إمرته حريق بيونيرسكا وحريق بيكافاتش والذي لاحظته المحكمة الابتدائية للمحكمة الجنائية الدولية ليوغوسلافيا السابقة أنه يمثل أسوأ الأعمال الوحشية التي قد يرتكبها شخص ما على الآخرين و«مرتبة عالية في التاريخ الطويل والحزين والبائس لقسوة الإنسان على الإنسان». كان لوكيتش هو الشخص الثاني الذي حكمت عليه المحكمة بالسجن مدى الحياة.
كان لوكيتش مسؤول أيضا عن مذابح سيفيرين وشتربتشي حيث تم اختطاف مواطنين غير صرب من صربيا والجبل الأسود ثم قتلهم على الأراضي البوسنية. لا يزال فشل السلطات الصربية في إجراء تحقيق مناسب يمثل قضية سياسية مهمة في صربيا. في مقابلة عام 1992 مع مجلة بلغراد دوغا اعترف فيها بارتكاب بعض جرائمه قال لوكيتش: «ليس لدي ضمير حيال أي منها».

## الخلفية
فيزيغراد هي واحدة من عدة مدن على طول نهر درينا على مقربة من الحدود الصربية (يوغوسلافيا آنذاك). وفقا لتعداد عام 1991 قبل حرب البوسنة والهرسك كان عدد سكان البلدية 21.199 نسمة: 62.8٪ من البوشناق و32.8٪ من الصرب و4.4٪ مصنفين على أنهم آخرون. كانت المدينة ذات أهمية إستراتيجية خلال الصراع. جعل قرب وادي درينا من الحدود الصربية عنصر أساسي في الخطط الصربية لتأسيس الدولة العميلة لجمهورية صرب البوسنة.
يوفر سد لتوليد الطاقة الكهرومائية بالقرب من المدينة الكهرباء كما يتحكم في مستوى نهر درينا مما يمنع الفيضانات في المناطق الواقعة أسفل مجرى النهر. تقع فيزيغراد أيضا على الطريق الرئيسي الذي يربط بلغراد وأوجيتشي في صربيا مع غورازده وسراييفو في البوسنة والهرسك وهو رابط حيوي لفيلق أوجيتشي التابع لجيش يوغوسلافيا الشعبي مع معسكره الأساسي في أوزامنيكا بالإضافة إلى مواقع إستراتيجية أخرى متورط في الصراع.
في 6 أبريل 1992 في نمط تكرر في أماكن أخرى في المراحل الأولى من التطهير العرقي في البوسنة والهرسك بدأت وحدات جيش يوغوسلافيا الشعبي قصف مدفعي للمدينة ولا سيما أحياء البوشناق والقرى البوسنية المجاورة. واحتجزت مجموعة من البوشناق عددا من الصرب المحليين كرهائن واستولت على السد الكهرمائي وهددوا بتفجيره. أطلق أحد الرجال الماء من السد مما تسبب في فيضانات لبعض المنازل والشوارع. بعد ستة أيام استولى كوماندوس جيش يوغوسلافيا الشعبي على السد. في اليوم التالي سيطر فيلق أوجيتشي التابع لجيش يوغوسلافيا الشعبي من أوجيتشي على فيزيغراد ووضع الدبابات والمدفعية الثقيلة حول المدينة. عاد السكان الذين فروا من المدينة خلال الأزمة وظل المناخ في المدينة هادئا ومستقر نسبيا خلال الجزء الأخير من أبريل والأسبوعين الأولين من مايو.

## جرائم خلال حرب البوسنة والهرسك

### مذابح فيزيغراد
في 19 مايو 1992 انسحب فيلق أوجيتشي من جيش يوغوسلافيا الشعبي رسميا من المدينة وأنشأ قادة الصرب المحليون بلدية فيزيغراد الصربية وسيطروا على جميع مكاتب الحكومة البلدية. بعد فترة وجيزة بدأ الصرب المحليون والشرطة والقوات شبه العسكرية إحدى أشهر حملات التطهير العرقي في النزاع والتي تهدف إلى تخليص البلدة بشكل دائم من سكانها البوسنيين.
هاجمت القوات الصربية ودمرت عددا من قرى البوشناق. وقتل عدد كبير من المدنيين البوسنيين في بلدة فيزيغراد. تم استخدام نهر درينا لإلقاء العديد من جثث الرجال والنساء والأطفال البوسنيين الذين قتلوا حول المدينة وعلى الجسر التركي التاريخي الذي يعبر درينا. تورطت القوات الصربية في عمليات نهب وتدمير ممنهجة لمنازل وقرى البوسنيين. تم تدمير كلا مسجدي البلدة بالكامل. تم اعتقال العديد من البوسنيين الذين لم يُقتلوا على الفور في مواقع مختلفة في المدينة بالإضافة إلى الثكنات العسكرية السابقة لجيش يوغوسلافيا الشعبي في أوزامنيكا (5 كيلومترات خارج فيزيغراد) وفندق فيلينا فلاس ومواقع الاحتجاز الأخرى في المنطقة. تعرض المعتقلون في أوزامنيكا لظروف غير إنسانية بما في ذلك الضرب المنتظم والتعذيب من قبل صرب البوسنة والهرسك والعمل القسري الشاق.
تم تنفيذ التطهير العرقي بناء على أوامر من زعيم صرب البوسنة والهرسك رادوفان كاراديتش والقائد العسكري الفريق راتكو ملاديتش وكما هو الحال في أي مكان آخر في البوسنة والهرسك أشرف على الاضطهاد والقتل الجماعي «لجنة الأزمات» المحلية الصربية البوسنية برئاسة برانيمير سافوفيتش.
عاد ميلان لوكيتش إلى فيزيغراد في عام 1992 بعد أن عمل في الخارج لفترة قبل الحرب في ألمانيا وسويسرا.
قال لوكيتش إنه عاد من زيورخ عندما بدأ القتال في فيزيغراد للانضمام إلى وحدة نظمها ابن عمه سريدوي ونيكو فوياتشيتش. كان لوكيتش مسؤول عن تنظيم مجموعة من الجماعات شبه العسكرية المحلية يشار إليها بشكل مختلف بالنسور الأبيض أو المنتقمون أو الذئاب مع صلات بشرطة فيزيغراد والوحدات العسكرية الصربية. ارتكبت المجموعة العديد من الجرائم في بلدية فيزيغراد بما في ذلك القتل والاغتصاب والتعذيب والضرب والنهب وتدمير الممتلكات ولعبت دور بارز في التطهير العرقي للمدينة والمنطقة المحيطة بها من سكان البوسنة والهرسك. تضمنت هذه الجرائم جريمتين محددتين لاحظتهما المحكمة الابتدائية للمحكمة الجنائية الدولية ليوغوسلافيا السابقة في ملخص استنتاجاتها في محاكمة أبناء عمومة لوكيتش بأن «حريق شارع بيونيرسكا وحريق بيكافاك يمثلان أسوأ الأعمال اللاإنسانية التي قد يرتكبها شخص ما لآخرون».

### مذبحة سيفيرين
في صباح يوم 22 أكتوبر 1992 أوقف أربعة أعضاء من وحدة المنتقمون شبه العسكرية بقيادة ميلان لوكيتش حافلة متجهة من بريبوي في السنجق في صربيا إلى رودو في البوسنة والهرسك في قرية ميوتشي البوسنية. الأعضاء الآخرون في المجموعة هم أوليفر كرسمانوفيتش ودراغوتين دراغيسيفيتش وأورش سيفيتش. نُقل 16 من الركاب البوشناق من سيفيرين - 15 رجل وامرأة واحدة جميعهم من مواطني يوغوسلافيا و / أو الصرب - من الحافلة وأجبروا على ركوب شاحنة. تم نقلهم إلى فيزيغراد التي كانت تحت سيطرة جيش صرب البوسنة والهرسك إلى فندق فيلينا فلاس. تعرض الرهائن للضرب المبرح والتعذيب داخل الفندق ثم اقتيدوا إلى حافة نهر درينا حيث تم إعدامهم.
بعد وقت قصير من الاختطاف أوقفت الشرطة الصربية لوكيتش عندما كان يقود سيارته عبر سيفيرين ووجدت بحوزته أسلحة وتزوير وثائق شخصية. تم اتهامه لكن تم الإفراج عنه من الحجز. في أكتوبر 2002 بعد سقوط سلوبودان ميلوسيفيتش صدرت لوائح اتهام ضد ميلان لوكيتش وآخرين. أثبتت حماية الشهود إشكالية في المحاكمة. في 29 سبتمبر 2003 أُدين دراغيتشيفيتش وكريسمانوفيتش ولوكيتش بارتكاب تعذيب وقتل المختطفين وأدين كرسمانوفيتش ولوكيتش غيابيا.

### مذبحة شتربتشي
في 27 فبراير 1993 اختطف أفراد من الوحدة العسكرية الصربية «المنتقمون» بقيادة ميلان لوكيتش مجموعة من 19 مواطنا غير صربي من جمهوريتي صربيا والجبل الأسود (18 بوسنيا وكرواتيا واحدا) من قطار بلغراد-بار في محطة شتربتشي بالقرب من بريبوي. تعرض المختطفون للسرقة والاعتداء الجسدي ثم تعرضوا للتعذيب والقتل في مرآب منزل محترق في قرية فيزيغرادسكا بانيا بالقرب من فيزيغراد بالقرب من نهر درينا. ولم يتم العثور على رفاتهم.
في محاكمة نيبويشا رانيسافليفيتش المشتبه به الوحيد المدان بارتكاب الجريمة اعترف لوكا دراغيسيفيتش قائد لواء فيزيغراد بجيش جمهورية صرب البوسنة بأن وحدة «المنتقمون» جزء من هذه القوات المسلحة. انتقل دراغيسيفيتش بعد الحرب إلى موقع في جيش جمهورية يوغوسلافيا الاتحادية. يُزعم أن الشرطة والمسؤولين القضائيين في صربيا عرقلوا إجراءات المحاكمة ضد ميلان لوكيتش.

## أثناء الحرب
عقب عمليات الاختطاف مباشرة تعرض السكان المحليون في سيفيرين لمزيد من التخويف من قبل ميلان لوكيتش. في غياب إجراءات فعالة من قبل السلطات الصربية فر البشناق الباقون من سكان سيفيرين إلى بريبوي.
بعد أربعة أيام من عمليات الاختطاف أوقفت الشرطة الصربية ميلان لوكيتش يقود سيارته عبر سيفيرين. قدم لوكيتش بطاقة هوية ورخصة قيادة مزورة صادرة عن شرطة فيزيغراد. عثرت الشرطة على أسلحة وذخائر في السيارة. واتُهم لوكيتش ودراغوتين دراغيتشيفيتش بحيازة أسلحة بشكل غير قانوني وتزوير وثائق شخصية. بعد زيارة للمنطقة قام بها رادميلو بوغدانوفيتش رئيس لجنة الدفاع والأمن بغرفة المواطنين في البرلمان اليوغوسلافي وهو شخصية مؤثرة في دوائر الشرطة الصربية تم إطلاق سراح لوكيتش ودراغيتشيفيتش على أساس افتقارها للشفافية.
اعتقلت الشرطة الصربية ميلان لوكيتش في عام 1993 للاشتباه في قيامه بقتل أحد سكان فيزيغراد في الأراضي الصربية. وفي عام 1994 قُبض عليه مرة أخرى للاشتباه في أنه قائد المجموعة التي اختطفت مجموعة ركاب أغلبهم من المسلمين البوسنيين من قطار بلغراد-بار في محطة شتربتشي ثم قتلوهم. في كل مرة يتوقف التحقيق ويطلق سراح لوكيتش.
أحد التفسيرات المقترحة لاختطاف سيفيرين هو أن المخطوفين كان من المقرر تبادلهم مقابل ثمانية وعشرين جندي ومدني صربي أسرهم الجيش البوسني وقُتل المختطفون بعد رفض التبادل وفق هذه النظرية.

## ما بعد الحرب
بعد الحرب كان لوكيتش متورط في مجموعة متنوعة من الابتزازات الإجرامية التي تعمل عبر الحدود المليئة بالثغرات بين صربيا وجمهورية صرب البوسنة.
في عام 1998 وجه المدعون العامون للمحكمة الجنائية الدولية ليوغوسلافيا السابقة اتهامات له بـ 11 تهمة بارتكاب جرائم ضد الإنسانية وتسع تهم أخرى بارتكاب انتهاكات لقوانين أو أعراف الحرب. عاش لفترة طويلة في مكان مفتوح تماما وشوهد كثيرا في جميع أنحاء فيزيغراد وفي صربيا حيث كان يمتلك شقة في بلغراد. لم تتخذ السلطات الصربية والصربية البوسنية أي إجراء لتسليم لوكيتش إلى المحكمة الجنائية الدولية ليوغوسلافيا السابقة لأن تسليمه كان مخالف للدستور في ذلك الوقت. ومع ذلك فقد اتُهم مرارا وتكرارا بالابتزاز وغيره من جرائم الجريمة المنظمة واعتقلته الشرطة الصربية ثلاث مرات خلال التسعينيات بتهم تشمل الحيازة غير القانونية للأسلحة النارية وتزوير الوثائق وقتل صربي من فيزيغراد ساعد مسلمي البوسنة والهرسك على الفرار من المدينة. في كل مرة يطلق سراحه.
كان لوكيتش مرتبط برادوفان كاراديتش كجزء من عصابة لتهريب المخدرات متصلة بشبكة أعمال كاراديتش التي مولت أرباحها شبكة «بريفينتيفا» التي تحمي كاراديتش وزودت لوكيتش بالغطاء. كما ساعد ابن عم لوكيتش سريتين لوكيتش نائب وزير الداخلية الصربي والمسؤول عن الشرطة الصربية في حمايته. في أكتوبر 2002 بعد سقوط ميلوسيفيتش أصدر مكتب المدعي العام في بلغراد لوائح اتهام ضد لوكيتش ودراغوتين دراغيتشيفيتش وأوليفر كرسمانوفيتش وجورجي شيفيتش وخمسة أشخاص آخرين بتهم تتعلق بمذبحة سيفيرين.
في أوائل عام 2003 تشاجر لوكيتش مع بريفينتيفا وبقي أكثر عرضة للخطر بعد أن أصدرت المحكمة الجنائية الدولية ليوغوسلافيا السابقة لائحة اتهام لسريتان لوكيتش بإبعاده من منصبه في صربيا وترحيله إلى لاهاي. في عام 2003 أكد مسؤول في المحكمة الجنائية الدولية ليوغوسلافيا السابقة أن لوكيتش كان يناقش إمكانية الاستسلام لعدة سنوات وتكثفت الاتصالات مع لاهاي مع تدهور العلاقة مع كاراديتش. لكن محاولة عقد اجتماع بين لوكيتش وممثلي المحكمة الجنائية الدولية ليوغوسلافيا السابقة في أبريل 2004 بلغت ذروتها في مقتل شقيق ميلانو نوفيكا لوكيتش بالرصاص أثناء مداهمة منزل عائلة لوكيتش في فيزيغراد من قبل القوات الخاصة بوزارة الداخلية في جمهورية صرب البوسنة.

## محاكمة غيابية على مذبحة سيفيرين
في 29 سبتمبر 2003 أدين دراغوتين دراغيتشيفيتش وأوليفر كرسمانوفيتش وميلان لوكيتش بتهمة تعذيب وقتل المختطفين وحُكم عليهم بالسجن لمدة 20 عام (وغيابيا الأخيرين) بينما حُكم على شورشيفيتش بالسجن 15 عام. أثبتت حماية الشهود إشكالية في المحاكمة. كانت الإدانات هي الأولى بعد تعيين مدع صربي خاص بجرائم الحرب في يوليو 2003.

## الاختفاء
في يناير 2004 تشاجر لوكيتش مع حراس كاراديتش الشخصيين المسلحين وبحسب ما ورد أصيب في تبادل لإطلاق النار بشأن حصته من عائدات شحنة مخدرات معينة. بحلول الوقت الذي تم فيه نشر تقرير في أبريل 2004 من قبل معهد صحافة الحرب والسلام وشبكة تقارير استقصائية البلقان التي تربطه برادوفان كاراديتش كان لوكيتش قد اختفى.
في أبريل 2005 دعا المؤلف في رسالة بالبريد الإلكتروني إلى وسائل الإعلام البوسنية والصربية على ما يبدو لوكيتش إلى محاسبة رؤسائه وكبار قادة الشرطة والجيش والسياسيين من فيسيغراد على الجرائم المرتكبة تحت إمرتهم. في رسالة البريد الإلكتروني التي تم تتبعها إلى خادم في البرازيل نفى لوكيتش أنه كان خائن لكاراديتش حيث ادعى رؤسائه السابقون في ما زعم أنه «كذبة وقحة وعديمة الضمير». وأعلن أن «ملاديتش كان دائما وسيظل البطل الحقيقي والمعبود وكاراديتش زعيم شعبي».

## الاعتقال والإحالة إلى لاهاي للمحاكمة
في أغسطس 2005 ألقي القبض على لوكيتش في بوينس آيرس عاصمة الأرجنتين. وقال للقضاة الأرجنتينيين إنه كان في البرازيل واعترف بدخول الأرجنتين بجواز سفر مزور باسم غوران دوكانوفيتش. وادعى أنه كان يستعد للاستسلام إلى لاهاي مشيرا إلى أن ذلك كان من أجل سلامته الشخصية. قال إنه يخشى الناس من جانبه «شعب كاراديتش». قال للمحكمة: «أعرف الكثير من الأشياء التي حدثت أثناء الحرب وكنت أخشى أن يقتلوني لأن هناك الكثير ممن لا يريدون معرفة ما حدث. كما يقول المثل: من الأفضل أن تكون لسان بدون صوت».
أُعيد إلى لاهاي. في 24 فبراير 2006 مثل أمام المحكمة لأول مرة ودفع ببراءته من اثنتي عشرة تهمة بارتكاب جرائم ضد الإنسانية (اضطهاد وقتل (5 تهم) وأعمال غير إنسانية (4 تهم) وإبادة (تهمتان)) وتسع تهم بارتكاب جرائم ضد الإنسانية وانتهاكات قوانين أو أعراف الحرب (القتل (5 تهم) والمعاملة القاسية (4 تهم)). وفي نهاية المطاف رفضت محكمة الاستئناف في المحكمة الجنائية الدولية ليوغوسلافيا السابقة طلب الادعاء بإحالة قضية لوكيتش إلى السلطات الوطنية للبوسنة والهرسك. في يوم الجمعة الموافق 20 يوليو 2007 قررت المحكمة الجنائية الدولية ليوغوسلافيا السابقة إلغاء إحالة قضية سريدوي لوكيتش إلى البوسنة والهرسك مما يمهد الطريق أمام محاكمتها بشكل مشترك في لاهاي مع قضية ميلانو لوكيتش. أدين ميتار فاسيلييفيتش شريك لوكيتش بالفعل وحُكم عليه لدوره في جرائم ارتُكبت بالاشتراك مع لوكيتش.

## محاكمة وإدانة المحكمة الجنائية الدولية ليوغوسلافيا السابقة

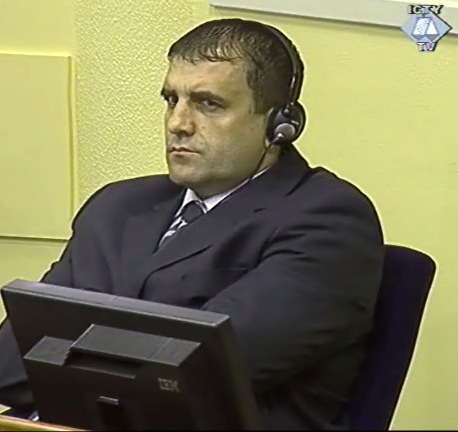
ميلان لوكيتش أمام المحكمة الجنائية الدولية ليوغوسلافيا السابقة في لاهاي عام 2009 (الصورة مقدمة من المحكمة الجنائية الدولية ليوغوسلافيا السابقة).

ميلان لوكيتش تم اتهامه على أساس المسؤولية الجنائية الفردية (المادة 7 (1) من النظام الأساسي للمحكمة) مع:
- الاضطهاد لأسباب سياسية وعرقية ودينية والقتل وأعمال غير إنسانية والإبادة (الجرائم ضد الإنسانية، المادة 5).
- القتل والمعاملة القاسية (انتهاكات قوانين أو أعراف الحرب، المادة 3).

في 20 يوليو 2009 صدر الحكم في القضية IT-98-32 ضد لوكيتش وسريدوي لوكيتش من قبل المحكمة الابتدائية الثالثة للمحكمة الجنائية الدولية والقضاة باتريك روبنسون (رئيسا) وكريستين فان دين وينجارت وبيدرو ديفيد.
وجدت المحكمة الابتدائية ميلان لوكيتش مذنب في جميع التهم وأدانته على أساس المسؤولية الجنائية الفردية (المادة 7 (1) من النظام الأساسي للمحكمة) من:
- الاضطهاد لأسباب سياسية وعرقية ودينية (الجرائم ضد الإنسانية المادة 5).
- القتل (الجرائم ضد الإنسانية المادة 5).
- القتل العمد (انتهاكات قوانين الحرب وأعرافها المادة 3).
- الأفعال اللاإنسانية (الجرائم ضد الإنسانية المادة 5).
- المعاملة القاسية (انتهاكات قوانين الحرب وأعرافها المادة 3).

كما أدانت المحكمة بالأغلبية مع القاضي فان دين وينجارت المعارض ميلان لوكيتش بـ:
- الإبادة (الجرائم ضد الإنسانية المادة 5).

شملت الجرائم المحددة التي ارتكبت في إطار هجوم منهجي واسع النطاق ضد المدنيين البوسنيين المسلمين التابعين لبلدية فيزيغراد والمنطقة المحيطة بها ما يلي:
- قاد ميلان لوكيتش سبعة رجال مسلمين بوسنيين إلى موقع على ضفة نهر درينا بالقرب من فيسيغراد وأجبرهم على الاصطفاف على طول الضفة ثم أطلق عليهم الرصاص مما أسفر عن مقتل خمسة من الرجال.
- أجبر سبعة مسلمين بوسنيين من معمل فاردا للنشر والأثاث في فيسيغراد على الذهاب إلى ضفة نهر درينا ثم أطلق عليهم الرصاص بشكل متكرر مما أسفر عن مقتل جميع الرجال السبعة.
- قتل ما يقرب من 70 مسلمة وأطفال وشيوخ من البوسنة والهرسك في منزل بشارع بيونيرسكا في فيسيغراد من خلال تحصين الضحايا في غرفة واحدة من المنزل وإضرام النار في المنزل ثم إطلاق النار من أسلحة آلية على الأشخاص الذين حاولوا الفرار عبر النوافذ مما أسفر عن مقتل البعض وإصابة آخرين.
- لقد قتل ما يقرب من 70 مسلمة وأطفال وشيوخ من البوسنة والهرسك في منزل بقرية بيكافاك بالقرب من فيسيغراد عن طريق إجبار الضحايا على دخول المنزل وتحصين جميع المخارج وإلقاء عدة عبوات ناسفة.
- قتل بوحشية امرأة مسلمة بوسنية في حي بوتوك في فيسيغراد.
- ضرب في مناسبات عديدة رجال مسلمين بوسنيين كانوا محتجزين في معسكر الاعتقال في ثكنة أوزامنيكا العسكرية في فيسيغراد.

زعم دفاع لوكيتش أنه كان ضحية «شائعات» وأخطأ في ادعاء الشهود بأنهم أخطأوا في التعرف عليه. أدين لوكيتش وحكم عليه بالسجن مدى الحياة. أُدين ابن عمه سريدوي لوكيتش بارتكاب جرائم بما في ذلك المساعدة والتحريض على جرائم القتل في شارع بيونيرسكا وحُكم عليه بالسجن لمدة 30 عام.

### فشل المحكمة الجنائية الدولية ليوغوسلافيا السابقة في مقاضاة جرائم الاغتصاب
أعربت رابطة ضحايا الحرب من النساء التي تمثل ضحايا الاغتصاب في فيسيغراد عن غضبها من فشل المحكمة الجنائية الدولية ليوغوسلافيا السابقة في مقاضاة ميلان لوكيتش بتهمة الاغتصاب والاغتصاب المرتكب تحت سلطته. زعمت رئيسة الرابطة باكرة هاسيتشيتش التي وصفت كيف تعرضت هي نفسها للاغتصاب بالسكين من قبل لوكيتش في قبو لمركز شرطة فيشيجراد أن ضحايا الاغتصاب قد خذلوا بسبب فشل المحكمة الجنائية الدولية ليوغوسلافيا السابقة في توجيه الاتهام إلى ميلان لوكيتش أو سريدوي لوكيتش بالاغتصاب أو الاعتداء الجنسي.
تم استخدام فندق فيلينا فلاس الواقع على مشارف فيسيغراد كمعسكر للاغتصاب بينما كان أيضا مركز قيادة لوحدة لوكيتش. ذكرت إحدى النساء أن لوكيتش اغتصبها عدة مرات بينما كانت واحدة من 200 امرأة تم الإبلاغ عن احتجازهن في فندق فيلينا فلاس. كان هذا بعد أن اغتصبها في وقت سابق في منزلها وذبح ابنها البالغ من العمر 16 عام بسكين ثم اغتصبها مرة أخرى في الحديقة. كانت تعتقد أن حفنة فقط من النساء نجوا من المخيم لأن معظمهن قُتلن أو انتحروا. أخبرت البلقان إنسايت أنها شاهدت انتحار واحد عندما قفزت فتاة من غرفة في الطابق الثاني عبر شرفة زجاجية. وتعتقد جمعية ضحايا الحرب من النساء أن أقل من عشر سجينات نجين.
كانت منظمات حقوق الإنسان الدولية واللاجئين قد أبلغوا عن الفظائع التي وقعت في المدينة في عام 1992. ومع فرار الناجين أدت التقارير المتعلقة بالاغتصاب والاعتداء الجنسي على النساء إلى قيام منظمة العفو الدولية بنشر تقرير شامل عن الاغتصاب في البوسنة والهرسك مع الإشارة إلى فيشيجراد كأولوية. على سبيل المثال وتقرير الأمم المتحدة لعام 1994 حول الاغتصاب في البوسنة والهرسك حدد فيلينا فلاس على وجه التحديد كأحد الأماكن التي حدثت فيها حالات الاغتصاب.
لم تُعقد المحاكمة الأولى لأحد مغتصبي فيسيغراد أمام محكمة الدولة في البوسنة والهرسك إلا في يونيو 2008. زيليكو ليليك المتهم بارتكاب جرائم ضد الإنسانية بما في ذلك القتل والترحيل والاحتجاز القسري والاغتصاب التي ارتكبت بالاشتراك مع مجموعة بيلي أورلوفي أُدين منذ ذلك الحين بالاغتصاب في فيلينا فلاس وجرائم أخرى إلى جانب ميلان لوكيتش. ألكسندرا ستيغلماير مؤلفة كتاب «الاغتصاب الجماعي: الحرب ضد النساء في البوسنة والهرسك» أعطت جميع المواد المتعلقة بحالات الاغتصاب في فيشغراد إلى محقق من المحكمة الجنائية الدولية ليوغوسلافيا السابقة سألها عما إذا كانت مستعدة للإدلاء بشهادتها في المحكمة ولكن لم يُطلب منها مطلقا للقيام بذلك من قبل المحكمة. في عام 1996 نشرت صحيفة الغارديان مقتطفات من اعتراف الجندي الصربي ميتار أوبرادوفيتش زاعم فيها أن لوكيتش اغتصب العديد من النساء في فيسيغراد وشجع قواته على فعل الشيء نفسه.
ذكرت لائحة الاتهام الأولية المشتركة للمحكمة الجنائية الدولية ليوغوسلافيا السابقة ضد ميلان وسريدوي لوكيتش وميتار فاسيلييفيتش أن فيلينا فلاس قد استخدمت لسجن السجناء الذين تعرضوا للتعذيب والضرب والاعتداء الجنسي على الرغم من عدم ذكر أي من التهم العشرين الأصلية على وجه التحديد الاغتصاب. تحدث الشهود في المحاكمة المنفصلة اللاحقة لفاسيلييفيتش عن عمليات الاغتصاب الجماعي التي حدثت في فيسيغراد. أخبر فاسيلييفيتش المحكمة كيف سمع أن ميلان لوكيتش اغتصب وسرق وقتل العديد من ضحاياه بما في ذلك عدد من الفتيات اللواتي اغتصبن بعد الاستيلاء على قرية موسيتشي.
صرح قضاة المحاكمة الذين وجدوا فاسيلييفيتش مذنب أنهم يعتقدون أن فيلينا فلاس كانت تحت قيادة لوكيتش في عام 1992 وفي مقابلة مع مجلة دوغا في بلغراد في عام 1992 أكد لوكيتش نفسه أنه ترأس وحدة هناك. طعنت باكرة هاسيتشيتش في تأكيد المدعية العامة كارلا ديل بونتي على أن الادعاء لم يكن لديه دليل على مثل هذه الاتهامات عندما وضع لائحة الاتهام حيث لم يتقدم أي شهود قائلة إنها ونساء أخريات أدلن بأقوال للمسؤولين كانت متاحة لمحققي لاهاي.
اعترف أنطون نيكيفوروف مستشار ديل بونتي الخاص والمتحدث باسمه بوجود معلومات عن عمليات اغتصاب حدثت في فيشغراد لكنه زعم أن المدعين العامين بالمحكمة «لم يتمكنوا من الوصول إلى الشهود» قبل استكمال لوائح الاتهام. اقترحت ديل بونتي أن تحيل المحكمة قضية لوكيتش إلى غرفة جرائم الحرب في سراييفو وحثت جمعية ضحايا الحرب من النساء على العمل مع المدعين العامين لتغيير لوائح الاتهام هناك. استبعدت «إستراتيجية الإنجاز» للأمم المتحدة الخاصة بالمحكمة أن يوجه المدعون اتهامات جديدة أو يعدلوا التهم القائمة ما لم يتم إحالة القضية إلى المحاكم المحلية في مكان آخر.
في 12 يونيو 2008 أي قبل أقل من شهر من بدء المحاكمة قدم الادعاء طلب لإصدار لائحة اتهام جديدة مضيفا الاغتصاب والاستعباد الجنسي إلى الاتهامات. اتهمت لائحة الاتهام الجديدة المقترحة أبناء العم بالتورط بشكل فردي أو مع آخرين في التخطيط و / أو التحريض على الاغتصاب والرق وتعذيب الأشخاص في مراكز الاحتجاز وغيرها من الأماكن في مدينة فيسيغراد والمناطق المجاورة لها. قبل يوم واحد من بدء المحاكمة رفضت المحكمة الابتدائية طلب الادعاء وقررت أن مثل هذا التعديل على لائحة الاتهام من شأنه أن يمس بحق المتهم في الحصول على وقت كاف للدفاع.

## الحياة في السجن
كان لوكيتش محتجز في لاهاي منذ 21 فبراير 2006. في فبراير 2014 نُقل لوكيتش إلى سجن تارتو فانغلا في إستونيا حيث يقضي عقوبته حاليا.
في مارس 2015 قدم لوكيتش شكوى بشأن «حقوق الإنسان» يطلب فيها نقله إلى وحدة احتجاز شيفينينغن ثم الانتقال إلى سجن في ألمانيا مدعيا «الألم النفسي» الناجم عن العزلة بسبب عدم قدرته على التحدث باللغة الإستونية. كما أشار إلى المسافة التي تفصله عن زوجته وابنه البالغ من العمر سنة واحدة اللذين يعيشان في ألمانيا باعتباره «ظرف مشدد» آخر.
طلب الادعاء من المحكمة رفض طلب لوكيتش برمته مشيرا إلى أن حقوقه الإنسانية لم تنتهك وأنه لم «يُحرم أبدا من» الاتصال أو الاجتماع بأسرته مستشهدين بـ 11 زيارة عائلية في عام 2014.
في ديسمبر 2020 رفضت محكمة لاهاي طلب لوكيتش لمراجعة حكمه المؤبد.

## اعتراف سجين لاهاي
في 29 يوليو 2011 استضاف منزل رعية كاتدرائية سانت سافا في بلغراد حدثا للترويج لإطلاق كتاب ميلان لوكيتش اعتراف سجين لاهاي وحضره العديد من كهنة الكنيسة الأرثوذكسية الصربية ومن قبل العديد من أنصار لوكيتش. حث مركز القانون الإنساني في بلغراد «المؤسسات والمواطنين في جمهورية صربيا على التنديد العلني باستخدام دار أبرشية كاتدرائية سانت سافا في بلغراد لإصدار كتاب لمجرم الحرب المدان ميلان لوكيتش والذي تم خلاله شارك كهنة الكنيسة الأرثوذكسية الصربية في تأبين مجرم حرب مسؤول عن بعض أفظع الجرائم ضد الإنسانية». وطالب مركز القانون الإنساني «البطريرك بالكشف عن أسماء الكهنة الذين شاركوا في هذا الحدث العام وأن يشرح للجمهور سبب استخدام مبنى ديني دفعت الدولة تكاليف بنائه والعديد من المواطنين للاحتفال بمجرم حرب مدان بإحراق النساء والأطفال أحياء».
تم نشر كتاب لوكيتش من قبل الحزب الراديكالي الصربي بعدد أولي بلغ 1000 نسخة. تبعته الطبعة الثانية بعد ذلك بوقت قصير مع طباعة 10000 نسخة.
في 11 أكتوبر 2011 رفض مجلس بلدية فالييفو طلب الحزب الراديكالي الصربي استخدام القاعة الكبرى لمبنى البرلمان المحلي كمساحة للترويج لكتاب لوكيتش على أساس أنه تم الكشف عن أن مؤلف الكتاب كان في الواقع رايكو جورجيفيتش وليس ميلان لوكيتش. بعد الطلب الفاشل روج الحزب الراديكالي الصربي للكتاب في ساحة مدينة فالييفو.